# Rancho Nuevo, Alpatláhuac
Rancho Nuevo är en ort i Mexiko.   Den ligger i kommunen Alpatláhuac och delstaten Veracruz, i den sydöstra delen av landet, 210 km öster om huvudstaden Mexico City. Rancho Nuevo ligger 2 516 meter över havet och antalet invånare är 329.
Terrängen runt Rancho Nuevo är kuperad österut, men västerut är den bergig. Terrängen runt Rancho Nuevo sluttar österut. Runt Rancho Nuevo är det ganska tätbefolkat, med 90 invånare per kvadratkilometer. Närmaste större samhälle är Huatusco de Chicuellar, 19,9 km öster om Rancho Nuevo. I omgivningarna runt Rancho Nuevo växer i huvudsak blandskog.